# Przeworskcultuur

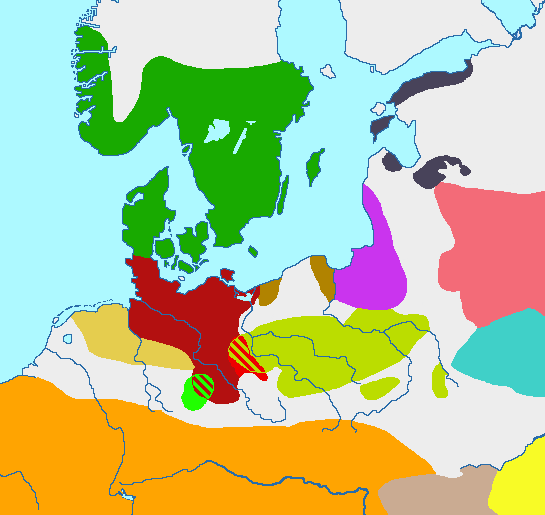
Przeworskcultuur
Guben-groep (Jastorfcultuur beïnvloed door de Przeworskcultuur)
Poienești-Lukașevkacultuur (beïnvloed door de Przeworsk- en Jastorfculturen)
Jastorf-ultuur
Harpstedt-Nienburg-groep
Huisurnencultuur
La Tènecultuur
Noordelijke ijzertijd
Geborsteldkeramiekcultuur
West-Baltische grafheuvelcultuur
Zaroebyntsicultuur
Laat-Narvaculturen
Oksywiecultuur
Thraciërs

De Przeworskcultuur (Duits: Oder-Warthe Gruppe) is de naam van een ijzertijd archeologisch complex van de 2e eeuw v.Chr. tot de 5e eeuw n.Chr.. Ze was gelegen in wat nu centraal en zuidelijk Polen is, en verspreidde zich later naar delen van Oost-Slowakije en de Subkarpaten. Ze strekte zich van de Oder en de midden- en boven-Wisła uit tot aan de bovenloop van de Dnjestr en de Tisza. 
De dragers van deze cultuur zijn waarschijnlijk deels uit historische bronnen bekende Oost-Germaanse stammen als de Vandalen, Bastarnen en Lugiërs.
De cultuur ontleent haar naam aan een begraafplaats nabij Przeworsk waar de eerste artefacten werden gevonden.

## Oorsprong
De Przeworskcultuur wordt gezien als een mengeling van een reeks van lokale culturen. Continuïteit met de voorafgaande Pommerse gezichtsurnencultuur is duidelijk, zij het aanzienlijk beïnvloed door de La Tène- en Jastorfcultuur.
De Przeworskcultuur wordt vaak geassocieerd met de door antieke geografen genoemde Vandalen, alsook andere Oost-Germaanse volkeren. De Vandalen worden verondersteld in de 2e eeuw v.Chr., of mogelijk al in de 5e eeuw v.Chr., uit Scandinavië naar de Baltische kust van Polen te zijn gemigreerd, en zich ongeveer 120 v.Chr. in Silezië te hebben gevestigd. Dit kan gezien worden als deel van de sinds de bronstijd sterke Scandinavische invloed op Polen. 
In het oosten, in wat nu het noorden van Oekraïne en het zuiden van Wit-Rusland is, bevond zich de Zaroebyntsicultuur, waaraan de Przeworskcultuur verbonden als deel van een groter archeologisch complex. Veel van dit gebied werd vervolgens opgenomen in de Wielbarkcultuur.

## Eigenschappen
Het belangrijkste kenmerk van de Przeworskcultuur zijn de begravingen. Dit zijn meestal crematies, met af en toe inhumatie. Opvallend zijn de krijgersgraven, welke vaak paardentuigage en sporen bevatten. Sommige graven zijn uitzonderlijk rijk, in het bijzonder na 400 n.Chr., en overschaduwen de graven van de meer westelijke Germaanse groepen. Aardewerk en metaalbewerking zijn vaak rijk met een grote verscheidenheid aan vormen.
Karakteristieke vondsten zijn eerst met de hand gevormd, later op de pottenbakkersschijf gedraaid aardewerk versierd met meanders. Ook het gebruik van gefacetteerde randen toont het verspreidingsgebied van de Przeworskcultuur, met name in het Westen. 
De nederzettingen bevonden zich veelal in rivierdalen, en bestonden uit rijen van huizen of rond een centraal plein gelegen huizengroepen.

## Invloeden
Invloeden van de Przeworskcultuur zijn te vinden bij de in de Lausitz gelegen Guben-groep en de met de Bastarnen geassocieerde Poienești-Lukașevkacultuur op het grondgebied van het moderne Moldavië. In de 2e eeuw v.Chr. vindt men Przeworsk-nederzettingen, zowel als Przeworsk-aardewerk in lokale nederzettingen, in het gebied van de Elbegermanen aan de Midden-Elbe en Saale. 
In mindere mate zijn in de 1e eeuw v.Chr. Przeworsk-vondsten in de Keltische Wetterau vaststelbaar, hetgeen wordt geïnterpreteerd als een vestiging van bevolkingsgroepen uit het oosten. Sporadische vondsten van Przeworsk-keramiek in grote oppida zoals Manching and Staré Hradisko duiden op mobiliteit van individuen of kleine groepen.

## Neergang
Het verval van de cultuur in de late 4e eeuw valt samen met de inval van de Hunnen en de daaropvolgende westwaartse beweging van de Germaanse volkeren. Andere factoren kunnen onder meer zijn: de sociale crisis als gevolg van de ineenstorting van het Romeinse Rijk en de handelscontacten die zij onderhield met volkeren buiten haar grenzen. 
In de late 5e eeuw verschijnt de West-Slavische Praagcultuur in het Wisla-bekken.